# 930 (szám)
A 928 (római számmal: CMXXX) egy természetes szám.

## A szám a matematikában
A tízes számrendszerbeli 930-as a kettes számrendszerben 1110100010, a nyolcas számrendszerben 1642, a tizenhatos számrendszerben 3A2 alakban írható fel.
A 930 páros szám, összetett szám, téglalapszám (30 · 31). Kanonikus alakban a 21 · 31 · 51 · 311 szorzattal, normálalakban a 9,3 · 102 szorzattal írható fel. Tizenhat osztója van a természetes számok halmazán, ezek növekvő sorrendben: 1, 2, 3, 5, 6, 10, 15, 30, 31, 62, 93, 155, 186, 310, 465 és 930.